# Enele Ma'afu
'Enele Ma'afuotu'itoga, noto anche con lo pseudonimo di Enele Ma'afu (Tongatapu, 1816 – Lomaloma, 5 febbraio 1881), è stato un politico e principe figiano.
Già principe di Tonga, venne nel 1869 nominato Tui Lau (un titolo paragonabile all'europeo Re) dai capi Tovata delle isole Lakeba e Vanua Balavu. Divenne successivamente viceré del Regno di Figi dal 5 giugno 1871 al 10 ottobre 1874, anno in cui le Figi divennero una colonia britannica.

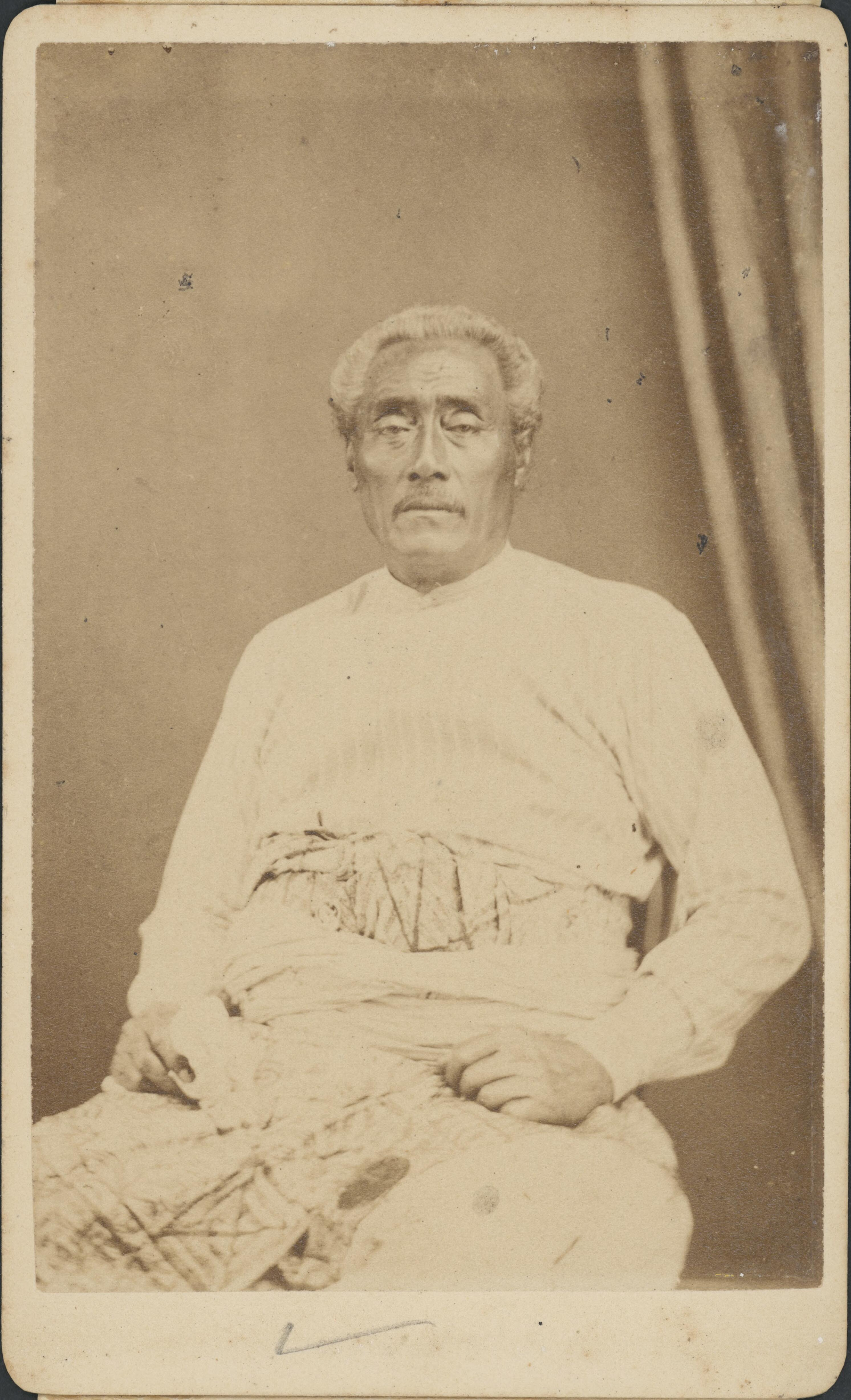

Bandiera personale dal 1869 al 1871.